# Древнерусский храм Вщижа
Древнерусский храм Вщижа — несохранившийся каменный храм на городище Вщижа, относящийся к древнерусским храмам домонгольского периода. Его название остаётся неизвестным.

## Характеристика
Вщижский храм был близок по своему плану и размерам к построенной Андреем Боголюбским церкви Покрова на Нерли. Это был высокий одноглавый трёхапсидный четырёхстолпный храм в византийском стиле, построенный из плинфы в традициях черниговского зодчества. С трёх сторон он был окружён наружной галереей, под которой, по-видимому, проходили собрания горожан. Толщина стен составляла 1,25 м. Каких-либо украшений на храме не было, судя по отсутствию соответствующих находок. Размеры храма составляли 13 м в длину и 10 м в ширину.

## История
Его возведение началось, по-видимому в связи с выходом замуж Марии, дочери Андрея Боголюбского, за вщижского князя Святослава Владимировича в 1160 году. В том же году войско Андрея Боголюбского сняло осаду Вщижа черниговским войском. Храм был разрушен в марте 1238 года в ходе разорения города монгольским войском Батыя.
Остатки храма были законсервированы под курганом, который в 1819 году по просьбе историка Николая Карамзина был раскопан помещиком Вщижа Зиновьевым. В ходе раскопок было найдено много церковных, бытовых и военных предметов, которые были переданы Карамзину, однако затем затерялись. Полностью развалины храма, сохраняющие фрагменты фресок, были расркыты в 1840-х. Прослеживалась структура храма, в алтаре сохранился престол, сложенный из кирпича, а в самом престоле была сделана сзади печурка, где были найдены кости животных, как следы поругания храма. Были выявлены следы пожара, уголь и оплавленный металл. Некоторые сохранившиеся и найденные предметы церковной утвари (два литых подсвечника, паникадило, киот и несколько крестов) были переданы в Московское археологическое общество, а затем в  Исторический музей. У церковного алтаря был найден кирпичный склеп и в нём крупный человеческий скелет — возможно, останки вщижского князя Святослава Владимировича. У входа в храм были обнаружены многочисленные человеческие скелеты, что подтвердило версию гибели города во время монгольского нашествия.  Судя по находкам, вщижане приняли в храме последний бой, в нём также погибла часть населения, пытавшаяся спастись в его стенах.
Ещё во второй половине XIX века развалины храма возвышались на высоту до 1,25 м и были впоследствии окончательно разобраны крестьянами на стройматериалы. В 1940 году археолог Б. А. Рыбаков вновь произвёл раскопки на месте храма. Сегодня около исторического места храма стоит памятный крест.